# Tayloria
Tayloria là một chi rêu trong họ Splachnaceae.